# Stazione di Villamassargia-Domusnovas
La stazione di Villamassargia-Domusnovas, già stazione di Musei e stazione di Musei-Villamassargia, è una stazione ferroviaria posta sulla linea Decimomannu–Iglesias, e punto di diramazione della linea Villamassargia–Carbonia. Serve i centri abitati di Villamassargia e Domusnovas, oltre che di Musei, che le diede il nome originario.

## Storia

La stazione a metà Novecento, con in primo piano il fabbricato viaggiatori originario dell'impianto

Le origini della stazione risalgono agli anni settanta dell'Ottocento, periodo in cui la Compagnia Reale delle Ferrovie Sarde costruì tra le altre la ferrovia Decimomannu-Iglesias, destinata a passare nelle campagne tra i comuni di Domusnovas, Musei e Villamassargia. Tali lavori, compresi quelli dello scalo, furono ultimati nel 1872, e la nuova stazione fu inaugurata il 19 maggio dello stesso anno. Originariamente l'impianto fu denominato come stazione di Musei, ma tale nome nei decenni successivi variò due volte: la stazione all'inizio degli anni novanta dell'Ottocento risultava infatti avere la doppia denominazione di Musei-Villamassargia. Nella seconda metà di quel decennio a circa 3 km a est della stazione ne fu costruita una nuova, che prese la denominazione di stazione di Musei: lo scalo di Musei-Villamassargia fu quindi ribattezzato col nome di Villamassargia-Domusnovas.

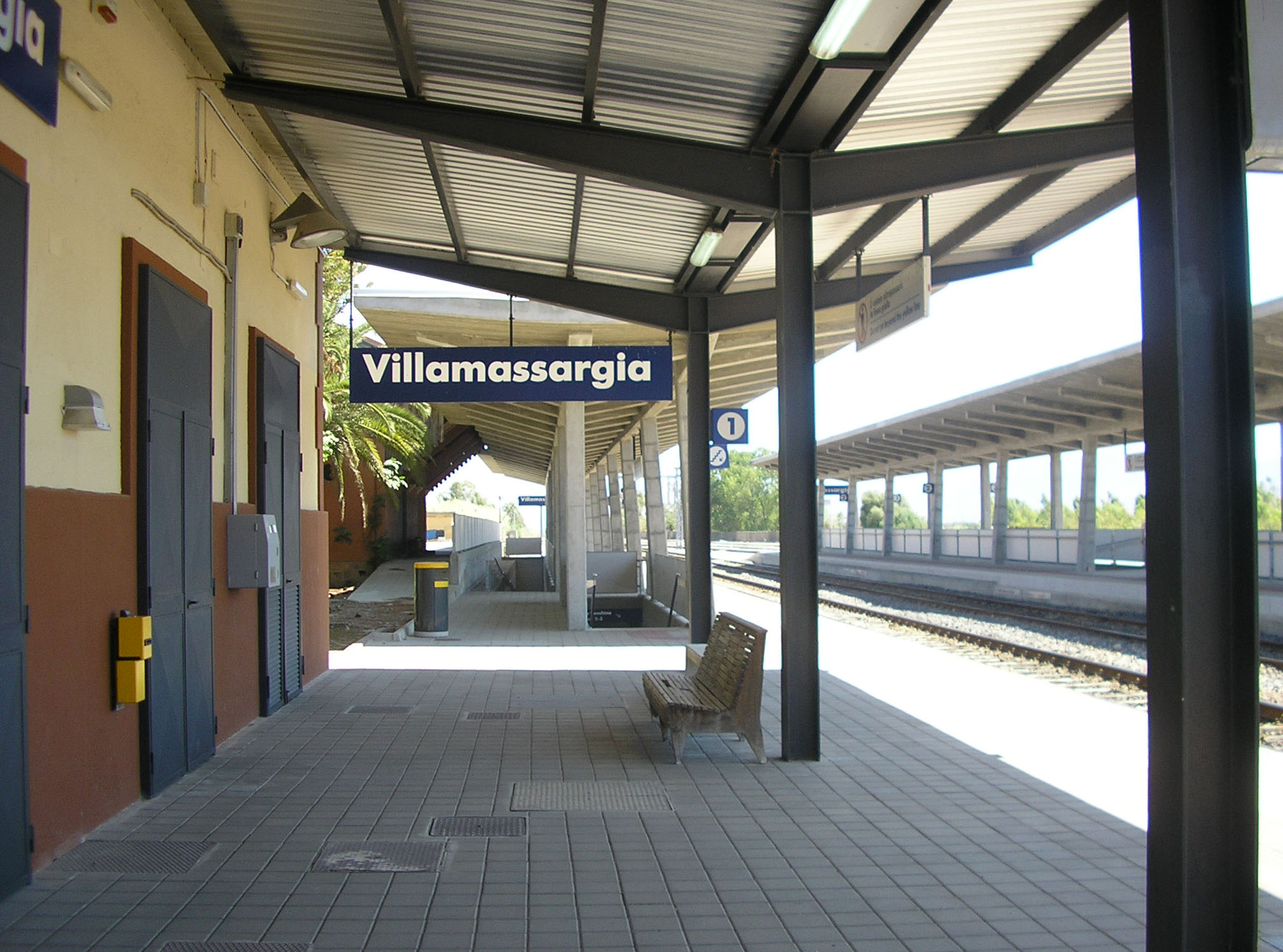
La banchina del binario uno con l'ingresso del sottopassaggio pedonale inaugurato nel 2008

La Compagnia Reale fu anche il gestore dell'impianto sino al 1920, anno in cui la titolarità della stazione passò alle Ferrovie dello Stato, che a loro volta la cedettero nel 2001 alla loro controllata Rete Ferroviaria Italiana.
La stazione fu interessata da importanti lavori dagli anni quaranta in poi, legati alla costruzione di una linea che diramandosi dalla Decimomannu-Iglesias nello scalo avrebbe poi raggiunto Carbonia. Tali lavori, conclusi nel 1956, portò al potenziamento degli impianti ferroviari dell'impianto, con la realizzazione di un nuovo fabbricato viaggiatori, situato a circa cento metri a est dell'originario, e di un fascio binari di dimensioni maggiori per gestire la maggiore attività ferroviaria. Tali lavori riguardarono anche la creazione di un nuovo scalo merci e la riconversione dell'area dell'ex fabbricato viaggiatori per gli stessi scopi. L'impiego dello scalo merci dell'impianto andò progressivamente calando nell'ultima parte del Novecento (per poi cessare su basi regolari nell'intera Sardegna nel 2008): per questo l'area dello scalo merci a est del fabbricato viaggiatori fu chiusa e parte della sua area impiegata per la costruzione di un sottopassaggio pedonale negli anni duemila: l'opera fu inaugurata nel 2008. Sempre in quel decennio cessò il presenziamento dello scalo.

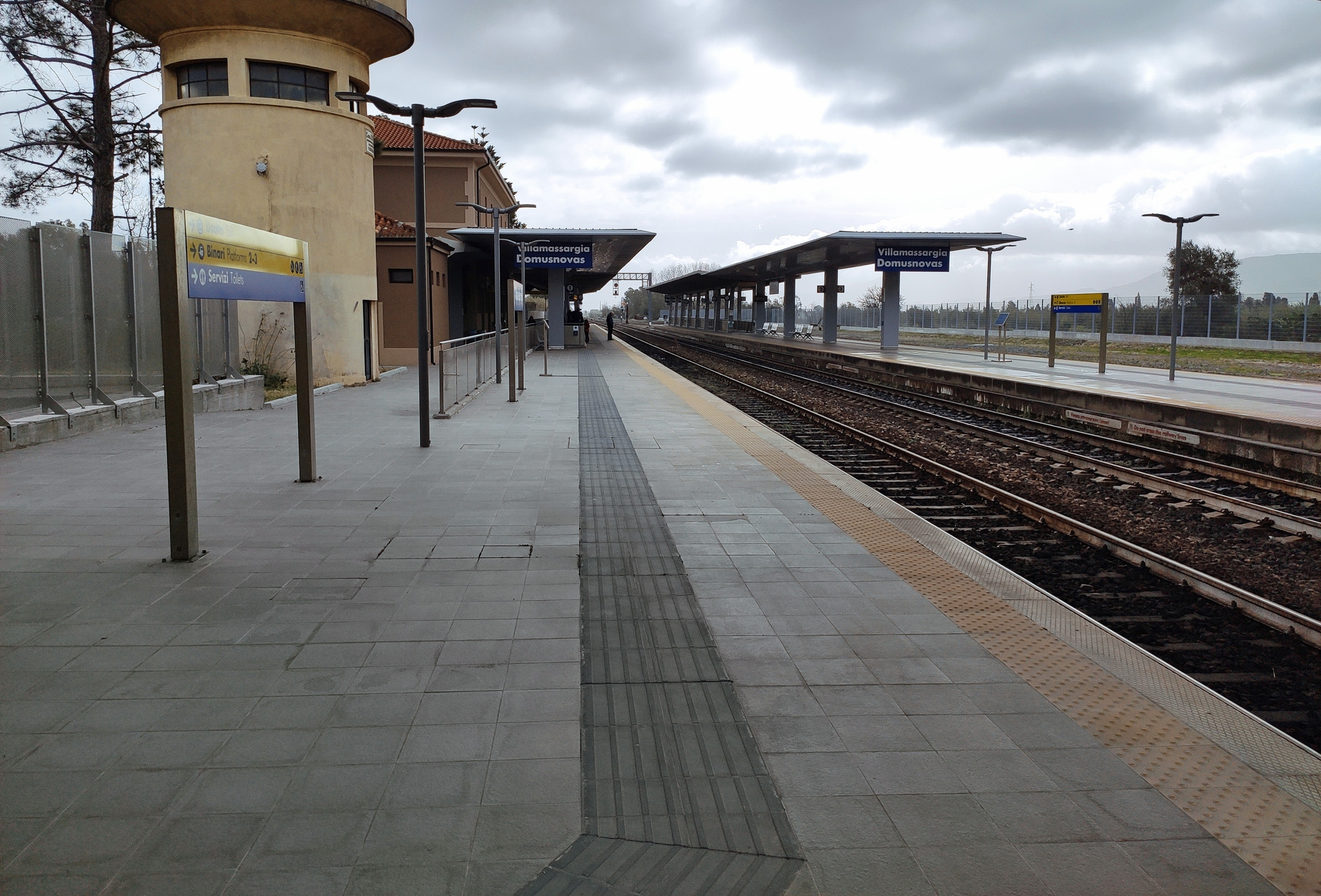
La stazione dopo la ristrutturazione avviata nel 2017

Nell'agosto del 2017 RFI ha provveduto a una massiccia ristrutturazione dello scalo sulcitano. Con un investimento complessivo di circa 3 milioni di euro sono stati innalzati a 55 cm i marciapiedi a servizio dei binari secondo lo standard europeo previsto per i servizi ferroviari metropolitani e sono stati riqualificati gli spazi aperti al pubblico, inclusi il sottopassaggio e le pensiline, e in aggiunta ha effettuato un potenziamento tecnologico dell’impianto di informazione al pubblico. Contestualmente, il Comune di Villamassargia ha eseguito i lavori per la realizzazione di un parcheggio per auto, moto e bus extraurbani, sulle aree esterne di proprietà di RFI concesse in comodato, per migliorare l’integrazione fra le diverse modalità di trasporto.

## Strutture e impianti

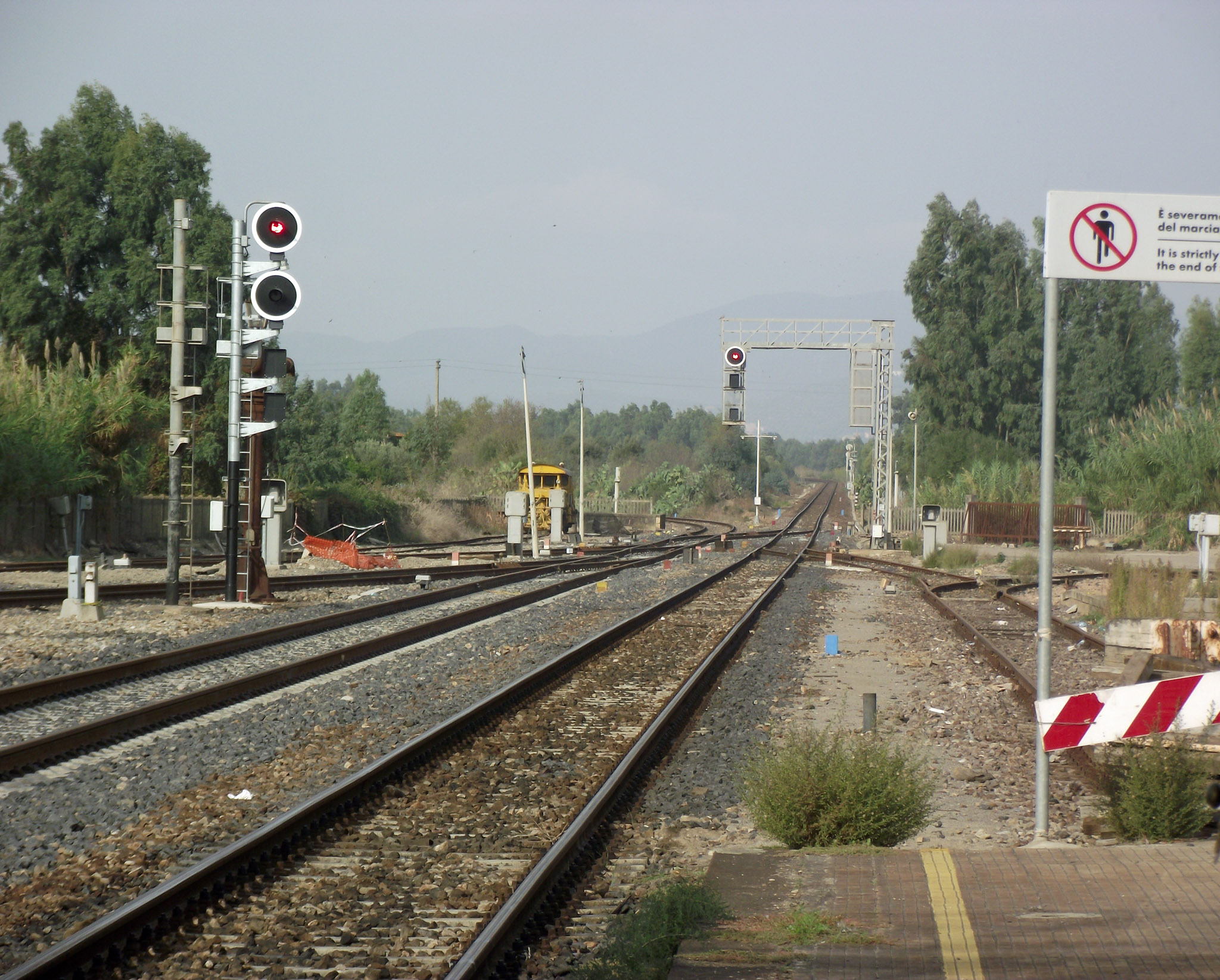
I binari in uscita dalla stazione in direzione Iglesias (linea a destra) con il bivio per Carbonia (linea a sinistra)

Situata a circa 2 km a nord del centro di Villamassargia, la stazione, che presenta caratteristiche di scalo di diramazione, è dotata complessivamente 6 binari. Di questi quattro sono situati dinanzi al fabbricato viaggiatori: il binario due è il binario di corsa per Decimomannu e Carbonia, e da esso si dirama il binario uno che ha le stesse caratteristiche per lo spezzone di linea verso Iglesias. Dal binario due hanno origine anche altri due binari passanti, il tre e quattro, quest'ultimo dotato di prolungamenti che terminano tronchi in entrambe le direzioni. Un quinto binario si trovava sino al 2012 a sud di questi.
Per il servizio viaggiatori sono utilizzati i primi tre binari; dal binario uno si dirama inoltre il fascio che serve lo scalo merci della parte vecchia della stazione, dotato di due tronchini e di un piazzale intermodale. Questa è l'area in cui furono originariamente realizzate le infrastrutture dell'impianto, poi ampliatosi all'altro capo della strada provinciale 86 con la costruzione della ferrovia per Carbonia: con essa fu realizzato uno scalo merci anche ad est della stazione, poi dismesso e parzialmente smantellato per fare posto al sottopassaggio pedonale della stazione negli anni duemila. Della struttura rimangono il magazzino merci ed il piano caricatore oltre a spezzoni di alcuni binari tronchi.

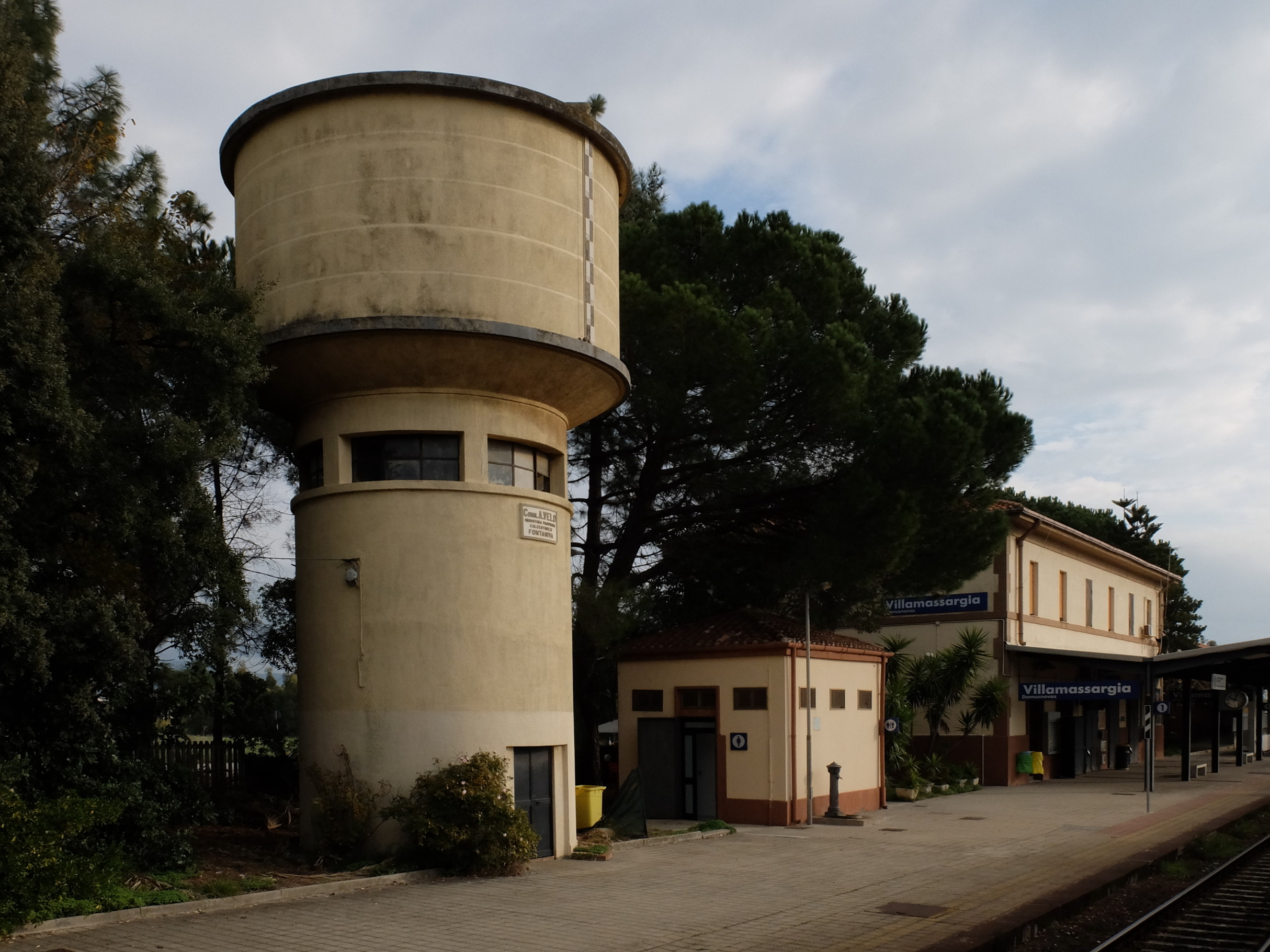
In primo piano la torre dell'acqua, affiancata dalle ritirate e dal fabbricato viaggiatori nel 2015

Gli edifici dell'impianto sono tutti situati a nord dei binari: il principale è il fabbricato viaggiatori, realizzato a metà Novecento, dotato di pianta rettangolare con 6 luci di apertura sui lati maggiori e con sviluppo su due piani più tetto a falde in laterizi. Di esso solo il piano terra è impiegato per il servizio ferroviario; ad est trova spazio l'ex magazzino merci, anch'esso dotato di un tetto a falde che arrivava a coprire anche una parte del piano caricatore limitrofo. All'altro capo del fabbricato viaggiatori sono situati invece il piccolo edificio dei servizi igienici e la torre dell'acqua della stazione.
A ridosso del serbatoio idrico l'impianto è idealmente tagliato a metà dal cavalcavia della SP86, oltre il quale si trova l'area in cui fu realizzata la stazione nel 1872: sono presenti una serie di locali adibiti a uffici e magazzini, di cui il più orientale è il fabbricato viaggiatori in uso dall'apertura dell'impianto alla metà del XX secolo: si tratta di una costruzione che dopo una serie di modifiche negli anni si sviluppa su due piani a pianta rettangolare, ed è dotata di tetto a falde e quattro luci di apertura sui lati maggiori, con annessa estensione sul lato est sul solo piano terra.
Fino al 19/12/2005 alle ore 5:00 era presenziata da dirigente movimento che svolgeva pure le funzioni di dirigente posto di comando delle stazioni di Carbonia Stato, Siliqua e Iglesias. Oggi la stazione è telecomandata dal DCO di Cagliari.

## Movimento
La stazione è attraversata dalle linee Decimomannu–Iglesias e dalla sua diramazione Villamassargia–Carbonia, che si innesta sulla prima a qualche centinaio di metri dal fabbricato viaggiatori. Meta di un buon traffico, quasi esclusivamente pendolare, lo scalo ospita i treni regionali di Trenitalia diretti da Cagliari ai due capoluoghi di provincia di Carbonia e Iglesias e viceversa, oltre a dei treni Villamassargia-Carbonia e Villamassargia-Iglesias (e viceversa), posti in coincidenza rispettivamente ai treni Cagliari-Iglesias e Cagliari-Carbonia (e viceversa).

## Servizi

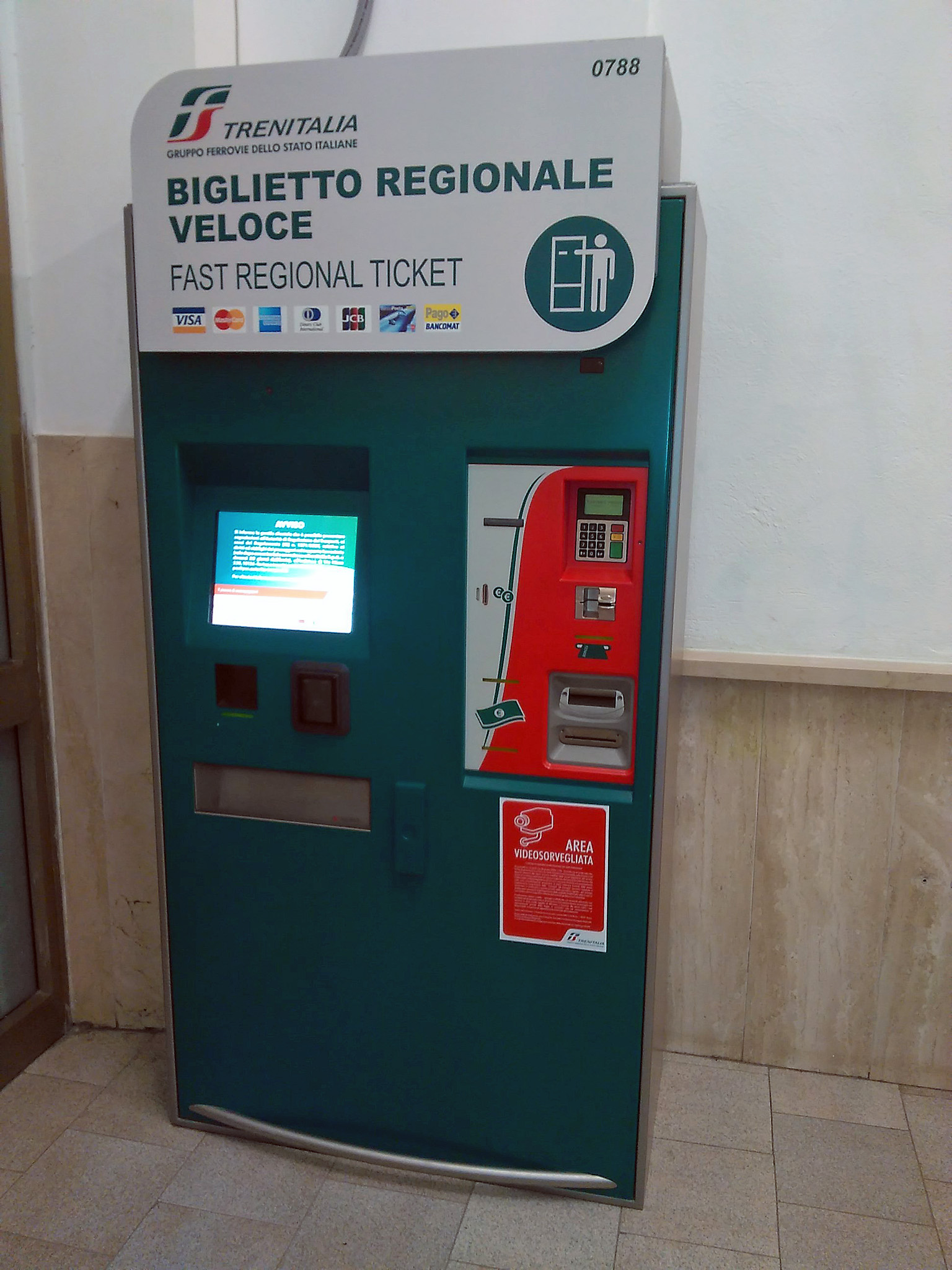
La biglietteria automatica di Trenitalia dell'impianto, che ha sostituito quella a sportello negli anni duemila

La stazione è classificata da RFI in categoria silver.
Le banchine di accesso ai binari sono collegate tra loro attraverso un sottopassaggio pedonale, che permette di recarsi ai binari 2 e 3 senza attraversare il binario 1, contiguo al fabbricato viaggiatori. Sia la banchina del binario 1 che quella dei binari 2 e 3 sono dotate di pensiline. La stazione è inoltre strutturata per garantire l'accessibilità alle persone portatrici di disabilità motorie o visive.
All'interno dell'impianto è presente una biglietteria automatica, che ha sostituito quella a sportello a fine anni duemila.
- Biglietteria automatica
- Sala d'attesa
- Servizi igienici
- Bar

## Interscambi
Nell'area attigua all'ex scalo merci è presente un'area di sosta degli autobus dell'ARST, che permettono di raggiungere in particolare il centro di Villamassargia, e i vicini abitati di Domusnovas e Musei.
- Fermata autobus